# Бисенија Терешченко
Бисенија Терешченко је српска сликарка. Од децембра 2021. године ради као доцент на предмету Мозаик у оквиру Високе школе за уметност и конзервацију при СПЦ.

## Биографија
Рођена је у Београду, где је 2000. године дипломирала на Факултету ликовних уметности, смер сликарство у класи професора Славољуба Чворовића и магистрирала зидно сликарство, циклус мозаика на тему „Монументално у бајкама и мозаику”.
Излагала је на многим самосталним и групним изложбама у Србији, док се њени мозаици налазе на многим сакралним грађевинама и јавним установама као и Тоскани, Трсту и Београду у приватним вилама.
Имала је десет самосталних изложби у земљи и иностранству и наступала је у оквиру бројних колективних изложби на којима је неколико пута била награђивана. Реализовала је више десетина јавних ауторских радова сакралне и профане тематике.
Приликом посете председника Русије, Владимира Путина Србији, председник Србије, Томислав Николић је у виду државничког поклона, уручио госту мозаичку икону Пресвете богогодице коју је израдила Бисенија Терешченко.

## Самосталне изложбе
- Галерија ФЛУ, Београд
- Галерија СКЦ, Нови Београд
- Народни музеј, Пожаревац
- Галерија „Капор”, Мећавник
- Галерија РТС, Београд
- Модерна галерија, Горњи Милановац[3]

## Самостални ауторски радови

### Сакралне грађевине
- Црква св. Петке у Банатском Двору – мозаик на улазном порталу
- Црква св. Петке у Романовцима – мозаик на улазном порталу
- Црква св. Ђорђа на Романији – мозаик на улазном порталу.
- Црква Рођења Пресвете Богородице, Београд – мозаик на западној фасади.
- Црква св. Арханђела Гаврила у Камендолу

### Јавни објекти
- Тржни центар „Миленијум” – Београд, мозаик постављен у ентеријеру.
- Ресторан „Калемегданска тераса” – серија мозаика у ентеријеру.
- Кафе „Окно”, Београд – мозаик у екстеријеру
- Вишеград, Андрићград, мозаик на фасади биоскопа (30м2)[4]
- Наградни трофеји на фестивалу Кустендорф – дизајн и израда камених јаја са уграђеном мозаичком минијатуром.
- Осликала дрвене бабушке које су уручиване као награде за први Бољшој фестивал на Мећавнику.
- Осликала ентеријер пекаре у Андрићграду.
- Вишеград, Андрић град, мозаик на тему Младе Босне којим је обележена стогодишњица Видовдана (30m²)[5]

## Награде
- Награда за мозаик Факултета ликовних уметности Београд
- Прва награда на Бијеналу мозаика у СКЦ-у Нови Београд